# CN Blue
CN Blue (coréen : 씨엔블루 ; japonais : シーエヌブルー), est un boys band de rock sud-coréen. Le groupe, formé à Séoul en 2009, est composé de Jung Yong-hwa (leader, chant, guitare rythmique), Lee Jung Shin (guitare basse, chant) et Kang Min Hyuk (batterie, chant). CN Blue débute au Japon le 19 août 2009 avec un mini-album, Now or Never. Ils poursuivent ensuite leur carrière en Corée du Sud avec leur 1er mini-album coréen, Bluetory, sorti le 14 janvier 2010.
CN Blue signifie « Code Name Blue » (nom de code bleu). Par la suite, les membres ont cherché des mots qui pourraient correspondre aux lettres « B, L, U, E ». Ils ont finalement choisi « burning » (pour Jong Hyun), « lovely » (pour Min Hyuk), « untouchable » (pour Jung Shin) et « emotional » (pour Yong-hwa), ce qui veut dire en français « ardent », « affectueux », « intouchable » et « émotionnel ».

## Biographie

### Now or Never(2009)
À la mi-juin 2009, CN Blue commence à se dévoiler au grand public dans les rues et clubs du Japon. Ils sont rapidement connus après la sortie de leur mini-album Now or Never au Japon, le 19 août 2009. Il a été enregistré entièrement en anglais, et est apparu dans les charts de l'Oricon. Fin septembre 2009, leur bassiste d'origine, Kwon Kwang Jin, quitte le groupe et se fait remplacer par Lee Jung Shin.

### ThankU(2010)
Bluetory, leur premier mini-album coréen, sort le 14 janvier 2010 en Corée du Sud et reste au sommet des charts de Gaon pendant deux semaines. En outre, I'm a Loner (외톨 이야), est promu comme la chanson titre de l'album. Le groupe apparaît pour la première fois à la télévision en direct dans l'émission Music Bank le 15 janvier 2010, sur KBS. Quatre jours plus tard, le 19 janvier, ils décrochent un prix à cette émission. Le 10 février 2010, le boys band créé sa propre émission de téléréalité, CN Bluetory, sur la chaîne musicale « Mnet! ». Le 20 mars 2010, le groupe sort son premier album studio intitulé ThankU, avec seulement une piste nouvelle. L'album a obtenu le no 90 dans les charts de l'Oricon, leur position la plus élevée à ce jour. CN Blue sort un nouveau single en Corée du Sud le 10 mai 2010, nommé Love Light (사랑 빛). La chanson atteint le no 10 sur les charts sud-coréennes. Le 19 mai 2010, leur second mini-album, Bluelove, sort. L'album est promu avec la chanson Love qui arrive au no 2 dans les charts sud-coréennes. Bluelove reste au no 3 pendant plusieurs semaines. Le jour suivant, CN Blue organise un mini-concert au M! Countdown.
Après leur succès en Corée du Sud, la bande repart vers le Japon. Ils sortent un single intitulé The Way, le 23 juin 2010. Pour la première fois, ils arrivent au no 26 dans le top 40 de l'Oricon. The Way est suivi par I Don't Know Why le 16 septembre 2010. La chanson atteint le no 8 sur l'Oricon quotidien, et sur le graphique hebdomadaire au no 15. Au Japon, le groupe obtient le no 1. Du fait de cet évènement, ils entreprennent plusieurs mini-tournées à travers le Japon afin de promouvoir le single. Par ailleurs, Kang Min Hyuk et Lee Jong Hyun jouent dans le film coréen Acoustic, en été 2010. Ils sortent une chanson de l'OST le 7 octobre 2010, intitulée Fly High, qui est arrivée au no 98 sur les charts de Gaon.

### DeRe-maintenanceàIn My Head(2011)
Le 9 janvier 2011, CN Blue sort leur 3e single japonais Re-maintenance. Ils commencent leur promotion en organisant quelques tournées à Osaka, Fukuoka, Nagoya et Tokyo du 9 au 16 janvier. Le groupe revient ensuite en Corée du Sud avec l'album First Step et le single Intuition, le 21 mars 2011. Malgré le retard de leur retour en Corée du Sud, Intuition atteint un « all-kill » au Korea’s major online music charts. Leur album est également le plus vendu cette même semaine, selon les charts de Gaon. CN Blue continue la promotion de First Step avec la chanson Love Girl, qui est représentée la première fois le 29 avril 2011 à l'émission Music Bank. Ces promotions se sont toutes terminées le 22 mai.
Après avoir terminé leurs promotions en Corée, les CN Blue retournent au Japon avec l'album 392 le 1er septembre 2011. Ils annoncent plus tard, le 19 octobre 2011, qu'ils continuent leurs activités au Japon sous le label Warner Music Japan. L'album arrive à la 6e position à L'Oricon hebdomadaire. In My Head sort le 19 octobre 2011 et arrive au no 3 à l'Oricon Chart quotidien et no 4 sur l'Oricon Chart hebdomadaire, avec 70 000 unités vendues la première semaine. En novembre 2011, In My Head est certifié disque d'or par la Recording Industry Association of Japan (RIAJ), ce qui signifie que leur album a été vendu à plus de 100 000 exemplaires seulement un mois après la mise en vente.

### Where You Are,Ear Funet autres activités (2012)

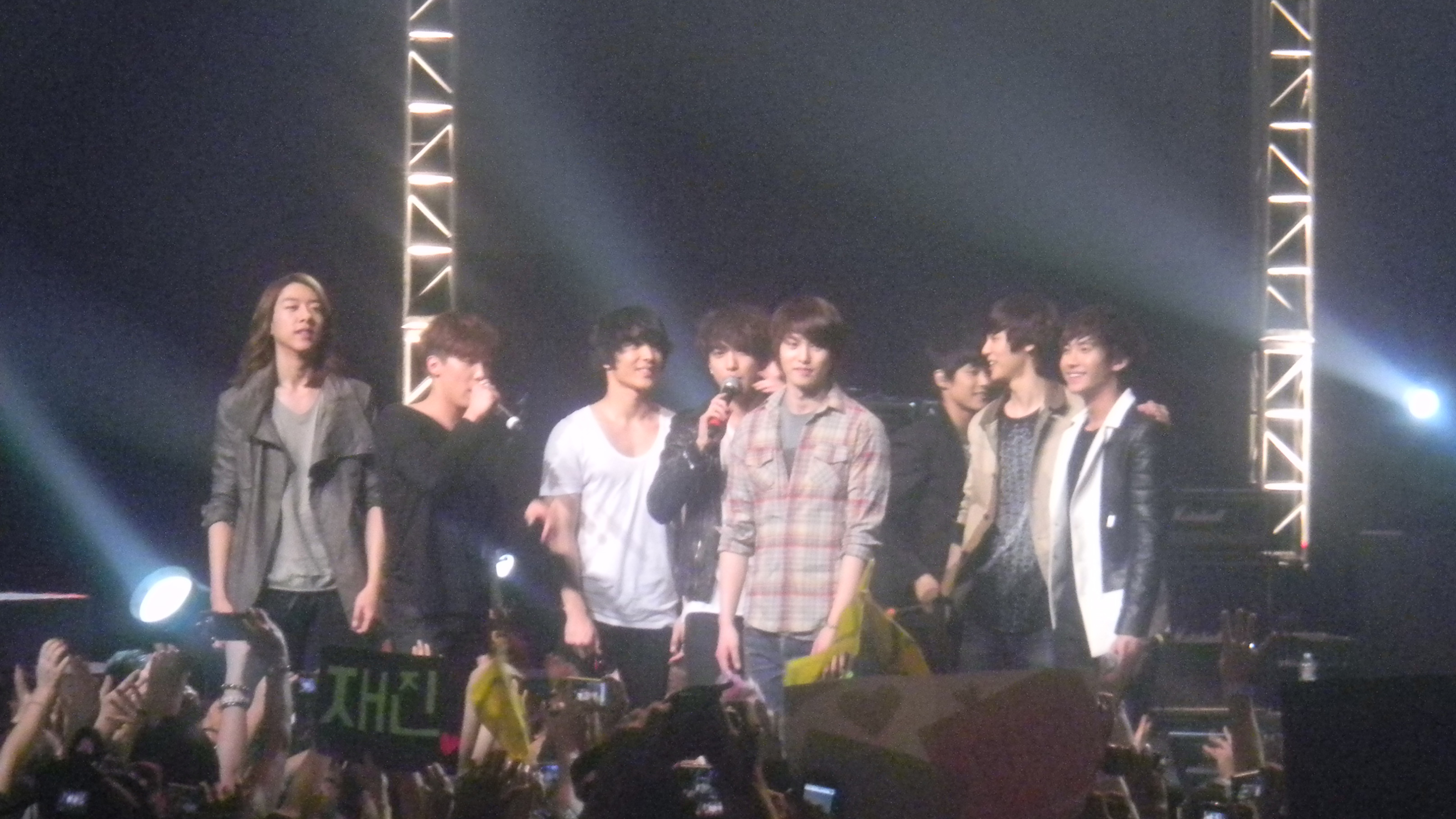
CN Blue et F.T. Island durant leur concert au en à Los Angeles.

Le boys band fait son retour au Japon le 1er février 2012 avec le single Where You Are. Il atteint le no 1 sur les charts de l'Oricon's Daily durant toute la semaine du 1er février, ce qui fait de CN Blue le no 1 des groupes du pays. Le 9 mars 2012, CN Blue ainsi que le boys band F.T. Island ont réalisé un concert à Los Angeles pour la première fois, au Nokia Theater.
Leur nouveau mini-album, Ear Fun, est sorti le 26 mars 2012 en Corée du Sud. Les CN Blue en font la promotion avec les singles Still in Love, (dont la vidéo est sortie le 15 mars 2012), et Hey You, sorti le 25 mars 2012. Still in Love arrive au no 10 dans les charts sud-coréennes la première semaine de sa sortie, puis au no 3 durant la deuxième semaine, tandis que Hey You reste en première position. L'album lui, Ear Fun, obtient un grand succès et atteint le no 1 des ventes en ligne la première semaine de sa sortie. Le groupe termine la promotion de leur album sur les scènes de KBS Music Bank et SBS Inkigayo les 20 et 22 avril 2012, où ils remportent d'ailleurs des prix. Après ce retour en Corée du Sud, le boys band retourne au Japon pour continuer leurs activités et préparer leur retour. Leur nouveau single japonais sort alors le 1er août et s'intitule Come On. Entre-temps, Kang Min Hyuk et Lee Jong Hyun obtiennent un des rôles principaux dans des nouveaux dramas de SBS, My Husband Got a Family pour Kang Min Hyuk, et A Gentleman’s Dignity pour Lee Jong Hyun.
Après Come On, les CN Blue dévoile la chanson Time is Over le 5 août 2012 au Japon, et annonce par ailleurs la sortie de leur deuxième album studio japonais, intitulé Code Name Blue, le 29 août 2012. Cet opus contient 13 pistes, dont les plus grands hits japonais du groupe ; In My Head, Where You Are ou encore Come On. Le 26 décembre 2012, toujours sous le label Warner Music Japan, CN Blue sort son nouveau single japonais intitulé Robot accompagné du clip vidéo.

### Re:BlueetBlue Moon World Tour(2013)
En janvier 2013, le groupe retourne dans son pays et dévoile le 14 janvier leur nouveau mini-album coréen, Re:Blue. Il contient 6 pistes, dont la plupart ont été écrites et composées par Jung Yong Hwa. Les photos et clips teasers de leur nouvel album ainsi que la pochette ont été prises en Angleterre, à Londres, pour « changer de concept », explique leur label,. Le titre phare est la chanson I'm Sorry, sortie le même jour que l'album. Avant ça, ils ont dévoilé le 11 janvier 2013 deux teasers vidéos pour ce nouveau single, sur leur chaîne YouTube, avant la diffusion officielle du clip le 14 janvier. I'm Sorry arrive no 1 sur tous les charts coréens en ligne (Soribada, Mnet, Olleh, Daum Music, Melon, Bugs et Monkey3) en quelques heures, réalisant ainsi un nouveau « all-kill » de la part du groupe.
Le 22 janvier 2013, FNC Entertainment annonce que le groupe entreprend une tournée mondiale intitulée Blue Moon. En effet, le boys band est présent pour cette tournée en Europe, en Amérique (nord et sud), en Australie, mais aussi en Asie, dont la Chine, Singapour, Hong Kong, Taïwan, Thaïlande, Corée du Sud, etc,,. CN Blue en devient le premier boys band sud-coréen a réalisé une tournée d'une si grande ampleur dans le monde,.
Le 18 mars 2013, le groupe réédite son mini-album japonais Now or Never, sorti en 2009. Ils publient également leur nouveau single japonais intitulé Blind Love, le 24 avril 2013, avec trois éditions différentes. Le 17 juillet 2013 est révélé au public japonais un autre single du groupe, intitulé Lady. Après avoir passé une longue période au Japon, CN Blue réapparaît en Corée du Sud en août 2013 avec le clip Feel Good, publicité musicale promouvant la sortie du Samsung Galaxy S4.

### Can't Stop(2014)
Le 12 février 2014, l'agence du groupe annonce que leur nouvel album sortira le 24 février 2014. En attendant, CN Blue a dévoilé un teaser vidéo de leur album Can't Stop le 16 février 2014,.

### 2getheretColors(2015)
Après une absence d'un an et demi, CN Blue commence la promotion de son second album studio 2gether et de sa chanson phare Cinderella le 14 septembre 2015. L'album atteint dès le début de sa sortie le numéro 2 au Gaon Album Chart et obtient la première place la semaine suivante,. Le single arrive au numéro 10 au Gaon Digital Chart, ce qui permettra au groupe de remporter cinq prix sur KBS musique.
CNBLUE dévoile par ailleurs le single digital Supernova le 9 septembre, afin de promouvoir la sortie de leur quatrième album japonais Colors, prévue pour le 30 septembre. L'album est vendu à 31 000 exemplaires dès la première semaine au Japon. À la fin de la promotion, le groupe part en tournée de novembre à décembre 2015 dans tout le Japon.

### Blueming,Euphoria, activités en solo (depuis 2016)
Le 4 avril 2016, CNBLUE révèle au public son sixième mini-album coréen Blueming ainsi que son single phare You're So Fine. Blueming obtient la première place du Gaon Album Chart le jour de sa sortie. Quant à You're So Fine, le single permettra aux membres de remporter six prix à nouveau sur une émission musicale de KBS. Parallèlement à leur retour en Corée du Sud, le groupe sort un 10e single japonais intitulé Puzzle le 11 mai.
Les membres décident ensuite de poursuivre leurs activités en solo pendant quelque temps. Ainsi, Jung Yong-hwa a pu intégrer le casting du film chinois Emperors Cook Up a Storm ; Kang Min-hyuk a joué en 2016 dans le drama Entertainer, Lee Jong Hyun a sorti son premier album japonais Sparkling Night en juillet 2016, et enfin Lee Jung-shin a joué dans la série télévisée, Cinderella and Four Knights.
Le boys band reprend par la suite ses activités le 19 octobre 2016, d'abord au Japon, avec la promotion de l'album Euphoria.

## Membres
- Yong-hwa/Jung Yong-hwa (coréen : 정용화) (japonais : ジョン・ヨンファ, chinois : 鄭容和), né le 22 juin 1989 (35 ans)) - leader, guitare, chant principal, rap principal. Il a joué le rôle de Kang Shin Woo dans le drama You're Beautiful avec Park Shin-hye, diffusé sur SBS en 2009, et celui de Lee Shin dans Heartstrings en 2011, diffusée sur MBC, de nouveau avec Park Shin-hye. Yong-hwa a participé au show TV We Got Married entre 2010 et 2011, avec Seohyun des Girls' Generation. En 2013, il obtient un nouveau rôle principal dans le drama Marry Him If You Dare. Le 5 mars 2018, il commence une pause afin de faire son service militaire obligatoire.
- Min Hyuk/Kang Min Hyuk (coréen : 강민혁) (japonais : カン・ミンヒョク, chinois : 姜敏赫), né le 28 juin 1991 (33 ans) - batterie, chœurs. Il a interprété Hwang Yeon Doo dans le drama It's Okay, Daddy's Girl, diffusé sur SBS, et celui de Yeo Joon Hee dans Heartstrings, avec Jung Yong Hwa. Min Hyuk a également joué dans le film Acoustic, avec Lee Jong Hyun. En parallèle, il est apparu dans le clip Magic Girl du girl group After School. Min Hyuk a notamment interprété le rôle de Yoon Chan-young dans la série The Heirs en 2013.
- Jung Shin/Lee Jung Shin (coréen : 이정신) (japonais : イ・ジョンシン, chinois : 李正信), né le 15 septembre 1991 (33 ans) - basse, rap, chœurs. Il a joué en mars 2011 dans le clip Heart to Heart des 4Minute. C'est lui le remplaçant de Kwon Kwang Jin, qui a quitté le groupe peu avant leurs débuts en Corée du Sud. Il a joué le rôle de Kang Seo-Woo dans le drame Cinderella and the four knights.

### Anciens membres
- Jong Hyun/Lee Jong Hyun (coréen : 이종현) (japonais : イ・ジョンヒョン, chinois : 李宗泫), né le 15 mai 1990 (34 ans) - guitare principal, chant. Il a joué dans le film Acoustic en 2009, avec Kang Min Hyuk. Récemment en 2012, il a tourné dans son premier drama, A Gentleman's Dignity, où il interprète Collin Black, un étudiant américano-coréen.
- Kwon Kwang-jin

## Discographie

### Albums studio
Albums coréens
- 2011 : First Step
- 2015 : 2gether

Albums japonais
- 2010 : Thank U
- 2011 : 392
- 2012 : Code Name Blue
- 2013 : What Turns You On?
- 2014 : Wave
- 2015 : Colors
- 2016 : Euphoria

### Singles
Singles coréens
- 2010 : I'm a loner
- 2010 : Love
- 2011 : Intuition
- 2011 : Love Girl
- 2012 : Still in love
- 2012 : Hey You
- 2013 : I'm Sorry
- 2014 : Can't Stop
- 2015 : Cinderella
- 2016 : You're So Fine

Singles japonais
- 2010 : The Way
- 2010 : I don't know why
- 2011 : Re-maintenance
- 2011 : In my head
- 2012 : Where you are
- 2012 : Come on
- 2012 : Robot
- 2013 : Blind Love
- 2013 : Lady
- 2014 : Truth
- 2014 : Go your way
- 2015 : White
- 2016 : Puzzle

## Tournées
- 2010 : CN Blue Debut Showcase - Textile Center in Samsung-dong, Séoul (Corée du Sud)
- 2010 : Blue Guerilla Concert - Seoul Hongdae (Corée du Sud)
- 2010 : Blue Street Live Performance - COEX, Séoul Plaza (Corée du Sud)
- 2010 : Feel the CN Blue - (tournée dans toute la Corée du Sud)
- 2010 : « Listen to the CN Blue » (Corée du Sud)
- 2011 : « Zepp Tour 2011 - Re-maintenance » (Japon)
- 2011 : « Live 392 » - Yokohama Arena (Japon)
- 2011 : CN Blue, tournée d'hiver 2011 : « Here, In My Head » (Japon)
- 2011 - 2012 : CN Blue Asia Tour Concert : « Blue Storm » (Asie : Corée du Sud, Japon, Chine, Taïwan, Indonésie, Thaïlande, Philippines, Malaisie, Singapour)[46],[47]
- 2012 : « CN Blue Japan Fanclub Tour » (Japon)
- 2012 : Rockin'on presents Countdown Japan - Makuhari Messe, Japon
- 2012 : Ontama Carnival 2012 - Yokohama Arena, Japon
- 2012 : MTV Unplugged - Billboard Live Tokyo, Japon
- 2012 : « F.T. Island & CNBLUE “STAND UP” by MLive in Los Angeles » - Nokia Theatre, États-Unis
- 2012 : « CN Blue in London » (The O2 Arena, Angleterre)
- 2012 : Blue Live : Blue Night in Seoul, 15 & 16 décembre - SK Olympic Handball Gymnasium, Séoul (Corée du Sud)[48],[49]
- 2013 : Blue Moon World Tour (Asie, États-Unis et Amérique latine)
- 2014 : Can't Stop Tour
- 2015 - 2016 : CNBLUE Live "Come Together"

## Récompenses
Mnet Asian Music Awards
- 2010 : 12e festival Best New Male Artist (meilleurs nouveaux artistes masculins)
- 2011 : 13e festival Best Band Performance (meilleure performance d'un groupe)
- 2014 : 16e festival Best Band Performance (meilleure performance d'un groupe)
- 2015 : 17e festival Best Band Performance (meilleure performance d'un groupe)